# De politie (single)
De Politie is een nummer van K3 uit 2009. Het nummer is geschreven en gecomponeerd door Peter Gillis, Alain Vande Putte en Miguel Wiels. Het is de derde single van het album MaMaSé!

## Nummers
1. De Politie
2. De Politie (instrumentale versie)